# Hueso ganchoso
El hueso ganchoso o Hamato es un hueso de la muñeca, par, corto y esponjoso, de forma piramidal, con seis caras, de las cuales cuatro son articulares.
Es el cuarto hueso, de radial hacia ulnar, de la segunda fila del carpo. Se articula con el piramidal, grande del carpo, semilunar y cuarto y quinto metacarpianos. Es el último de la segunda fila. En su cara anterior se levanta una larga apófisis unciforme, en forma de gancho, en cuyo vértice se fija el ligamento anterior del carpo. Su cara posterior es rugosa. Su cara superior, articular parece más bien un borde obtuso, para el semilunar. Su cara inferior posee dos carillas para los dos últimos  metacarpianos. Su cara externa es articular para el hueso grande. Su cara interna, articular también en casi toda su extensión para el piramidal.

## Superficies
- La superficie superior, el vértice de la cuña, es estrecho, convexo, liso, y se articula con el semilunar.
- La superficie inferior se articula con los huesos metacarpianos cuarto y quinto, por facetas cóncavas que están separadas por una cresta.
- La superficie dorsal es triangular e irregular para la fijación de ligamentos.
- La superficie palmar presenta, en su parte inferior y cubital, un proceso de curvado, el gancho del ganchoso, dirigidos hacia adelante y lateral.
- La superficie medial se articula con el hueso piramidal por una cara rectangular, cortado oblicuamente desde arriba, hacia abajo y medial.
- La superficie lateral se articula con el hueso grande por su parte superior y posterior, la parte restante está en bruto, para la fijación de los ligamentos.